# Chrysemys
Chrysemys – rodzaj żółwi z rodziny żółwi błotnych (Emydidae).

## Zasięg występowania
Rodzaj obejmuje gatunki występujące w Ameryce Północnej (Kanada, Stany Zjednoczone i Meksyk).

## Systematyka

### Etymologia
Chrysemys: gr. χρυσος khrusos „złoto”; εμυς emus, εμυδος emudos „żółw wodny”.

### Podział systematyczny
Do rodzaju należą następujące gatunki:
- Chrysemys dorsalis Agassiz, 1857
- Chrysemys picta (Schneider, 1783) – żółwik malowany[7][8][9]